# Mormecia lachnogyia
Mormecia lachnogyia là một loài bướm đêm trong họ Noctuidae.